# Орден Острова Принца Эдуарда
Орден Острова Принца Эдуарда (фр. Ordre de Île-du-Prince-Édouard) — гражданская награда за заслуги в канадской провинции Остров Принца Эдуарда. Орден находится в ведении губернатора-советника и предназначен для награждения нынешних или бывших жителей Острова Принца Эдуарда за выдающиеся достижения в любой области.

## Структура и награждение
Орден Острова Принца Эдуарда призван чествовать любого нынешнего или бывшего давнего жителя Острова Принца Эдуарда, который продемонстрировал высокий уровень индивидуального мастерства и достижений в любой области, внеся «выдающийся вклад в социальную, экономическую и культурную жизнь (Острова Принца Эдуарда) и его народа». Хотя канадское гражданство не является обязательным требованием, те, кто избран или назначен членами государственного органа, не имеют права на него, пока они занимают должность, и только три человека в год могут быть приняты в орден. Канцлер ордена, который является также вице-губернатором провинции является исключением и, следовательно, принятие в орден не засчитывается в ограничение на принятие в трех человек.

### Номинация
Процесс поиска кандидатов начинается с подачи заявлений от общественности в Консультативный совет Ордена Острова Принца Эдуарда, который состоит из главного судьи Острова Принца Эдуарда, президента Университета Острова Принца Эдуарда, клерка Исполнительного совета и двух членов ордена от каждого из трех округов провинции. Затем этот комитет представляет свои избранные рекомендации Кабинету министров, который проверяет список и передает его вице-губернатору. Посмертные номинации не принимаются, но человек, умерший после того, как его имя было представлено в Почетный и Консультативный совет, все еще может задним числом стать членом ордена. Затем вице-губернатор, являющийся по должности членом и канцлером Ордена Острова Принца Эдуарда, производит все назначения в единственную степень членства в братстве посредством Указа в Совете, который имеет вице-королевскую подпись и Большую печать провинции; после этого новые члены имеют право использовать после своего имени буквы OPEI.

## Знаки отличия
При вступлении в Орден Острова Принца Эдуарда, на церемонии, проводимой в Доме правительства в Шарлоттауне, новым членам вручаются знаки отличия ордена. Главный знак, называемый Медалью Заслуг, состоит из золотого круглого медальона, аверс из эмали с изображением герба Острова Принца Эдуарда в центре, все окружено синим воротником со словами MERIT • PRINCE EDWARD ISLAND. Лента украшена вертикальными полосами зеленого, белого и ржавого цветов, отражающими цвета листвы провинции и окисленной почвы; мужчины носят медальон, подвешенный к этой ленте на воротнике, в то время как женщины носят свой медальон на ленте-банте на левой груди. Члены также получат для ношения на повседневной одежде значок на лацкане, который выглядит как уменьшенная версия Медали Заслуг.